# Mercenaries de Marbourg
Stade
Les Mercenaries de Marbourg (Marburg Mercenaries) est un club allemand de football américain basé à Marbourg. Ce club qui évolue au Georg-Gaßmann-Stadion (12 000 places) fut fondé en 1991.

## Le club
Le club comprend :
- une équipe séniors évoluant en GFL,
- une équipe réserve séniors,
- une équipe juniors.

Et en plus du football américain une section cheerleaders et une section de flag football.

## Palmarès

### Séniors
- German Bowl
  - Vice-champion : 2006

- Hessenbowl
  - Vainqueur : 1996, 1997

- Eurobowl
  - Finaliste : 2007

- EFAF cup
  - Vainqueur : 2005

### Juniors
- Championnat de Hesse
  - Champion : 2001

### Flag
- Championnat d’Allemagne Indoor
  - Champion : 2000, 2001, 2002

- Championnat de Hesse Indoor
  - Champion : 2002

- Championnat Juniors de Hesse
  - Champion : 2002

- Championnat Juniors de Hesse Indoor
  - Champion : 2002

## Histoire

### Les débuts (1991-2002)
Le club est fondé en 1991 et débute dans la Verbandsliga Hessen (VLH) en 1992. En 1994 le club rejoint la Landesliga Hessen (LLH) où il termine second, ce qui permet Mercenaries de monter en Oberliga Hessen (OLH). Après deux années passées en Oberliga Hessen et un titre remporté, le club monte en Regionalliga Mitte (RLM) en 1997. Dès la première saison le club remporte le titre et accède à la 2. Bundesliga (deuxième division).
Les Mercenaries jouent pendant cinq saisons en 2BL, en 1998 pour leurs débuts au niveau national ils terminent à la 6e place de la poule sud. En 1999 et 2000 le club se classe 3e de la poule sud. Le club devient une formation majeure du championnat, il termine 1er de sa poule en 2001 et 2002, et obtient son billet pour la GFL en 2002.

### Parmi les meilleurs (2003-présent)
Les Mercenaries ont progressivement franchi les divisions pour accéder à la German Football League (première division) en 2003. Leur première saison se solde par une victoire (à l’extérieur) et 11 défaites. Les saisons qui suivent voient la montée en puissance du club, qui termine chaque année à la première place de la poule sud et joue les play-offs (demi-finale 2004, demi-finale 2005 et finale 2006).
Parallèlement au championnat allemand, le club participe aux compétitions européennes. Pour sa première participation en 2005, le club remporte l’EFAF Cup face au club français des Templiers d’Élancourt. En 2006, le club participe une nouvelle fois à l’EFAF Cup où il échoue en quart de finale face au futur vainqueurs les Giants de Graz. En 2007 les Mercenaries se font une place parmi l’élite de football américain en Europe en atteignant la finale de l’Eurobowl, qu’ils perdent face au quadruple champion d’Europe les Vikings de Vienne.

## Saison par saison[1]
| Championnat d'Allemagne | Championnat d'Allemagne | Championnat d'Allemagne | Championnat d'Allemagne | Championnat d'Allemagne | Championnat d'Allemagne | Championnat d'Allemagne | Championnat d'Allemagne | Coupe d’Europe | Coupe d’Europe  |
| Saison                  | Division                | Résultat                | Vic.                    | Nuls                    | Déf.                    | Pts pour                | Pts Contre              | Coupe          | Résultat        |
| ----------------------- | ----------------------- | ----------------------- | ----------------------- | ----------------------- | ----------------------- | ----------------------- | ----------------------- | -------------- | --------------- |
| 1992                    | VLH                     | Poules (5e)             | 0                       | 0                       | 0                       | 0                       | 0                       | -              | -               |
| 1993                    | VLH                     | Poules (3e)             | 0                       | 0                       | 0                       | 0                       | 0                       | -              | -               |
| 1994                    | LLH                     | Poules (2e)             | 0                       | 0                       | 0                       | 0                       | 0                       | -              | -               |
| 1995                    | OLH                     | Poules (4e)             | 0                       | 0                       | 0                       | 0                       | 0                       | -              | -               |
| 1996                    | OLH                     | Vainqueur               | 0                       | 0                       | 0                       | 0                       | 0                       | -              | -               |
| 1997                    | RLM                     | Vainqueur               | 0                       | 0                       | 0                       | 0                       | 0                       | -              | -               |
| 1998                    | 2BL                     | Poules (6e)             | 0                       | 0                       | 0                       | 0                       | 0                       | -              | -               |
| 1999                    | 2BL                     | Poules (3e)             | 0                       | 0                       | 0                       | 0                       | 0                       | -              | -               |
| 2000                    | 2BL                     | Poules (3e)             | 0                       | 0                       | 0                       | 0                       | 0                       | -              | -               |
| 2001                    | 2BL                     | Poules (1er)            | 8                       | 0                       | 2                       | 297                     | 161                     | -              | -               |
| 2002                    | 2BL                     | Poules (1er)            | 13                      | 0                       | 1                       | 544                     | 227                     | -              | -               |
| 2003                    | GFL                     | Poules (6e)             | 1                       | 0                       | 11                      | 276                     | 425                     | -              | -               |
| 2004                    | GFL                     | Demi-finaliste          | 6                       | 1                       | 3                       | 233                     | 206                     | -              | -               |
| 2005                    | GFL                     | Demi-finaliste          | 8                       | 1                       | 1                       | 350                     | 174                     | EFAF cup       | Vainqueur       |
| 2006                    | GFL                     | Finaliste               | 10                      | 0                       | 2                       | 471                     | 214                     | EFAF cup       | Quart de finale |
| 2007                    | GFL                     | -                       | 0                       | 0                       | 0                       | 0                       | 0                       | Eurobowl       | Finaliste       |

## Bilan

### Championnats d’Allemagne
| Compétition | Région    | Type      | Participations | M.J. | Vic. | Nuls | Déf. | Pts pour | Pts Contre |
| ----------- | --------- | --------- | -------------- | ---- | ---- | ---- | ---- | -------- | ---------- |
| GFL         | Allemagne | Saison    | 5(1)           | 44   | 25   | 2    | 17   | 1330     | 1019       |
| GFL         | Allemagne | Play-off  | 3              | 7    | 4    | 0    | 3    | 234      | 172        |
| GFL         | Allemagne | Total     | 5              | 51   | 29   | 2    | 20   | 1564     | 1191       |
| 2BL         | Allemagne | Saison(2) | 5              | 24   | 21   | 0    | 3    | 841      | 388        |
| 2BL         | Allemagne | Play-off  | 0              | 0    | 0    | 0    | 0    | 0        | 0          |
| 2BL         | Allemagne | Total     | 5              | 24   | 21   | 0    | 3    | 841      | 388        |
| TOTAL       | TOTAL     | TOTAL     | 10(3)          | 75   | 50   | 2    | 23   | 2405     | 1579       |

(1) Avec saison 2007 (en cours).
(2) Saisons 2001 et 2002 uniquement.
(3) Total de saison en GFL et 2BL.

### Coupes d’Europe
| Compétition | Région | Type     | Participations | M.J. | Vic. | Nuls | Déf. | Pts pour | Pts Contre |
| ----------- | ------ | -------- | -------------- | ---- | ---- | ---- | ---- | -------- | ---------- |
| Eurobowl    | Europe | Saison   | 1              | 2    | 2    | 0    | 0    | 62       | 27         |
| Eurobowl    | Europe | Play-off | 1              | 2    | 1    | 0    | 1    | 54       | 91         |
| Eurobowl    | Europe | Total    | 1              | 4    | 3    | 0    | 1    | 116      | 118        |
| EFAF cup    | Europe | Poules   | 2              | 4    | 4    | 0    | 0    | 140      | 70         |
| EFAF cup    | Europe | Play-off | 2              | 3    | 2    | 0    | 1    | 125      | 81         |
| EFAF cup    | Europe | Total    | 2              | 7    | 6    | 0    | 1    | 265      | 151        |
| TOTAL       | TOTAL  | TOTAL    | 3              | 11   | 9    | 0    | 2    | 381      | 269        |